# Kerstin Garefrekes
Kerstin Garefrekes (Ibbenbüren, 4 de setembro de 1979) é uma futebolista alemã que atua como atacante. Foi medalhista olímpica pela seleção de seu país.

## Carreira
Garefrekes integrou o elenco da Seleção Alemã de Futebol Feminino, nas Olimpíadas de 2004 e 2008. 